# Atep Rizal
Atep Rizal (Cianjur, Indonesia; 5 de junio de 1985) es un futbolista de Indonesia que juega en la posición de extremo y que actualmente juega con el Persika 1951 de la Liga 3 de Indonesia.

## Carrera

### Club
| Periodo   | Club              | Apariciones | Goles |
| --------- | ----------------- | ----------- | ----- |
| 2004-2008 | Persija Jakarta   | 53          | 14    |
| 2008–2018 | Persib Bandung    | 227         | 30    |
| 2019      | Mitra Kukar FC    | 19          | 1     |
| 2020      | PSKC Cimahi       | 1           | 0     |
| 2021      | Muba Babel United | 3           | 0     |
| 2022–     | Persika 1951      | 0           | 0     |

### Selección nacional
Jugó para Indonesia en 10 ocasiones de 2006 a 2007 y anotó dos goles, ambos en la victoria ante Laos el 13 de enero de 2007 en Singapur por el Campeonato de Fútbol de la ASEAN 2007. Participó en la Copa Asiática 2007.

## Logros
- Liga 1 de Indonesia (1): 2014
- Copa Presidente de Indonesia (1): 2015